# Charles Alfred Chastel de Boinville
Charles Alfred Chastel de Boinville est un architecte franco-britannique né en 1849 et mort le 25 avril 1897. 
Élève de William Henry White, il fut l'un des conseillers étrangers recrutés en 1872 par le gouvernement de Meiji. 
À ce titre il forme de nombreux architectes japonais aux styles occidentaux, et conçoit plusieurs bâtiments au Japon.
Il revient à Londres en 1881 où il ouvre un cabinet. 
Il est élu membre du RIBA.